# CE Jenlai
Der CE Jenlai ist ein andorranischer Fußballverein aus Escaldes-Engordany, der 2008 gegründet wurde. Im Verein spielen hauptsächlich peruanische Gastarbeiter.
2010 erreichte der Verein das Achtelfinale der Copa Constitució. In der Saison 2015/16 wurde er Meister der Segona Divisió und stieg erstmals in die Primera Divisió auf. Dort konnte sich der Verein nicht halten und stieg nach einem Jahr als Tabellenletzter wieder ab. Zwischen 2018 und 2020 nahm die Mannschaft nicht am aktiven Wettbewerb teil.